# TV-teater i Sverige – Spelåret 1968/69

## Taluppsättningar spelåret 1968/69
Den 5 december 1969 inträffade den s.k. kanalklyvingen då TV2 startade sina sändningar. Därefter fanns tv-drama i både kanalerna. TV2 fortsatte traditionen från tidigare, med en särskild teateravdelning och en fast ensemble, medan TV1 skapade en stor underhållningsavdelning där teatern fick ingå. De uppsättningar som listas här avser gamla TV0 fram till kanalklyvningen. 
| Titel                                        | Datum             | Manus                         | Regissör            | I rollerna (urval)                            | Övrigt                                         |
| -------------------------------------------- | ----------------- | ----------------------------- | ------------------- | --------------------------------------------- | ---------------------------------------------- |
| Rättegången mot LeRoi Jones                  | 1968-08-05        | Clas Engström                 | Kåre Santesson      | Ernst-Hugo Järegård, Hans Wigren m.fl.        | En rekonstruktion                              |
| Mrs Vincent 743                              | 1968-08-12        | Roger O. Hirson               | Jan Halldoff        | Frej Lindqvist, Pia Rydvall                   | Komedi                                         |
| Monsieur Barnett                             | 1968-08-25        | Jean Anouilh                  | Gösta Folke         | Olof Bergström, Agneta Prytz m.fl.            | TV-pjäs                                        |
| Bästa vänner                                 | 1968-09-09        | Reginald Rose                 | Håkan Ersgård       | Curt Masreliez, Eva Stiberg m.fl.             |                                                |
| Grov kränkning                               | 1968-09-23        | Eva Moberg                    | Kåre Santesson      | Ernst-Hugo Järegård, Karin Nordström m.fl.    | TV-spel                                        |
| Så går det till här i världen                | 1968-09-29        | William Congreve              | Henrik Dyfverman    | Sif Ruud, Hans Wigren m.fl.                   | Komedi                                         |
| Den nattliga hyllningen                      | 1968-10-07        | Lars Gustavsson               | Bengt Lagerkvist    | Ernst-Hugo Järegård, Frej Lindqvist m.fl.     | TV-pjäs                                        |
| Löftet Del 1-3                               | 1968-10-27--10-29 | Aleksej Arbuzov               | Kurt-Olof Sundström | Mimmo Wåhlander, Per Ragnar m.fl.             |                                                |
| Fordringsägare                               | 1968-11-03        | August Strindberg             | Gunnel Broström     | Gertrud Fridh, Keve Hjelm                     |                                                |
| Och den mörknande framtid är vår             | 1968-11-17        | Olle Hedberg                  | Jan Molander        | Ernst Eklund, Alice Eklund m.fl.              |                                                |
| Huset vid gränsen                            | 1968-11-25        | Sławomir Mrożek               | Yngve Nordwall      | Dan Sjögren, Kerstin Tidelius m.fl.           | TV-spel                                        |
| Snattare                                     | 1968-12-02        | Clas Engström                 | Håkan Ersgård       | Gertrud Fridh, Olof Bergström m.fl.           | TV-spel                                        |
| Beslut i morgondagen                         | 1968-12-09        | Sven Fagerberg                | Ingemar Leijonborg  | Mårten Tofte, Ingvar Kjellson m.fl.           | TV-spel                                        |
| Spåret                                       | 1968-12-15        | Hans Mörk                     | Jackie Söderman     | Björn Berglund, Harry Ahlin                   | TV-spel                                        |
| Hemma över julen                             | 1968-12-16        | Werner Aspenström             | Jan Hemmel          | Leif Hedberg, Agneta Prytz m.fl.              |                                                |
| Markurells i Wadköping Serie i 4 avsnitt     | 1968-12-- 1969-01 | Hjalmar Bergman               | Hans Dahlin         | Edvin Adolphson, Eva Dahlbeck m.fl.           | Serie efter Hjalmar Bergmans roman             |
| Något att tala om i framtiden                | 1968-12-30        | Max Lundgren                  | Jan Hemmel          | Gunnar Öhlund, Ulla Akselson m.fl.            | TV-pjäs                                        |
| Avfall                                       | 1969-01-09        | Björn Runeborg                | Per Ragnar          | Maud Hansson, Håkan Serner m.fl.              | TV-spel                                        |
| Bära narrkåpa                                | 1969-01-13        | Gunnar E. Sandgren            | Bengt Lagerkvist    | Pia Rydvall, Keve Hjelm m.fl.                 | TV-spel                                        |
| Biprodukten                                  | 1969-01-20        | Lars Ardelius                 | Kurt-Olof Sundström | Olof Thunberg, Lauritz Falk, m.fl.            | TV-spel                                        |
| En episod under boxarupproret i Kina år 1900 | 1969-01-27        | Bo Sköld                      | Lars Engström       | Emy Storm, Per Johnsson m.fl.                 | TV-spel                                        |
| Tunneln och Hissen som gick ner i helvete    | 1969-02-09        | Pär Lagerkvist                | Bengt Lagerkvist    | Ernst-Hugo Järegård, Gunnar Björnstrand m.fl. |                                                |
| Case                                         | 1969-02-24        | Arthur Johansson              | Jan Molander        | Per Ragnar, Anita Wall m.fl.                  |                                                |
| Änkan                                        | 1969-03-09        | Bertil Schütt                 | Yngve Nordwall      | Margaretha Krook, Ernst-Hugo Järegård m.fl.   | Tragikomisk fars                               |
| Solens barn                                  | 1969-03-16        | Maksim Gorkij                 | Ernst Günther       | Toivo Pawlo, Gertrud Fridh m.fl.              |                                                |
| Riten                                        | 1969-03-25        | Ingmar Bergman                | Ingmar Bergman      | Erik Hell, Gunnar Björnstrand m.fl.           | TV-film                                        |
| Bröllopsdag                                  | 1969-04-07        | Jan Gudmundson                | Bengt Lagerkvist    | Mimmo Wåhlander, Börje Ahlstedt               |                                                |
| Blanco Posnets hängning                      | 1969-04-13        | George Bernard Shaw           | Gunnel Broström     | Maj-Britt Lindholm, Mimmi Nelson m.fl.        | Westernpjäs                                    |
| Källarvåningen                               | 1969-04-21        | Harold Pinter                 | Håkan Ersgård       | Leif Sundberg, Kåre Sigurdsson m.fl.          |                                                |
| Friställd Serie i 10 avsnitt                 | 1969-04-- 1969-06 | Bengt Bratt och Henri Högberg | Jackie Söderman     | Olof Huddén, Annika Tretow m.fl.              | TV-serie                                       |
| Tigerlek                                     | 1969-05-04        | Doris Lessing                 | Kåre Santesson      | Harriet Andersson, Per Myrberg m.fl.          |                                                |
| Se dig om i vrede                            | 1969-06-23        | John Osborne                  | Lennart Olsson      | Carl-Åke Eriksson, Niels Dybeck m.fl.         |                                                |
| Annajanska, bolsjevikernas kejsarinna        | 1969-07-13        | George Bernard Shaw           |                     | Agneta Prytz, Halvar Björk m.fl.              | Komedi                                         |
| Helkväll                                     | 1969-09-02        | Harold Pinter                 | Jan Molander        | Börje Ahlstedt, Margaretha Krook m.fl.        |                                                |
| Res till Mallorca                            | 1969-09-15        | Lennart F Johansson           | Bengt Lagerkvist    | Keve Hjelm, Birgitta Valberg m.fl.            |                                                |
| Håll polisen utanför Serie i 6 avsnitt       | 1969-09-- 1969-10 | Maria Lang                    | Hans Dahlin         | Sven-Bertil Taube, Monica Ekman m.fl.         | Filmad kriminalkomedi                          |
| Den girige                                   | 1969-09-22        | Molière                       | Jan Molander        | Stig Järrel, Börje Ahlstedt m.fl.             | Komedi                                         |
| Samtal med en död                            | 1969-10-13        | Terence Rattigan              | Gunnel Broström     | Birgitta Valberg                              |                                                |
| Svärdottern                                  | 1969-10-27        | D. H. Lawrence                | Gunnel Broström     | Birgitta Valberg, Ulla Sjöblom m.fl.          | Pjäs                                           |
| SOS                                          | 1969-11-05        | Tore Zetterholm               | Jackie Söderman     |                                               |                                                |
| Vårdaren                                     | 1969-11-10        | Lars Ardelius och Bengt Bratt | Håkan Ersgård       | Hans Ernback, Yvonne Lundeqvist m.fl.         | TV-spel                                        |
| Galgmannen                                   | 1969-11-17        | Runar Schildt                 | Olof Thunberg       | Stig Järrel, Mimmo Wåhlander                  | En midvintersaga                               |
| Konfrontation                                | 1969-11-24        | Eva Moberg                    | Håkan Ersgård       | Elsa-Marie Brandt, Åke Brodin m.fl.           | TV-spel                                        |
| Som du ser, Joe                              | 1969-11-26        |                               | Urban Lasson        | Bernt Lundquist, Håkan Serner m.fl.           | Färg-tv-spel med liten portabel elektronkamera |